# 东北科学技术短期大学
东北科学技术短期大学（日语：／ Tōhoku Kagakugijutsu Tankidaigaku *），简称科技短，是过去一所位于日本宫城县仙台市青叶区的私立短期大学。

## 概要

### 简介
- 短期大学为于1993年开办[1]、由学校法人东北文化学园经营、招生到于1998年[2]、停办于2000年。为男女同校从开办。

### 历史
- 1993年 东北科学技术短期大学成立并同时设置两个学科、以下列举。
  - 信息工学科
  - 建筑设备环境学科
- 1998年 招生最后、次年停止招生（正式停办于2000年10月26日[2]）。

## 学校环境
- 校区：在了宫城县仙台市青叶区[注 1]

## 历任校长
- 大内秀明：短期大学校长[3]。

## 组织

### 学科
- 信息工学科
- 建筑设备环境学科

### 专科
| - 没有 |

### 业余课程
| - 没有 |

## 相关链接
- 日本短期大学列表